# Gartenstadt-Nord (Köln)

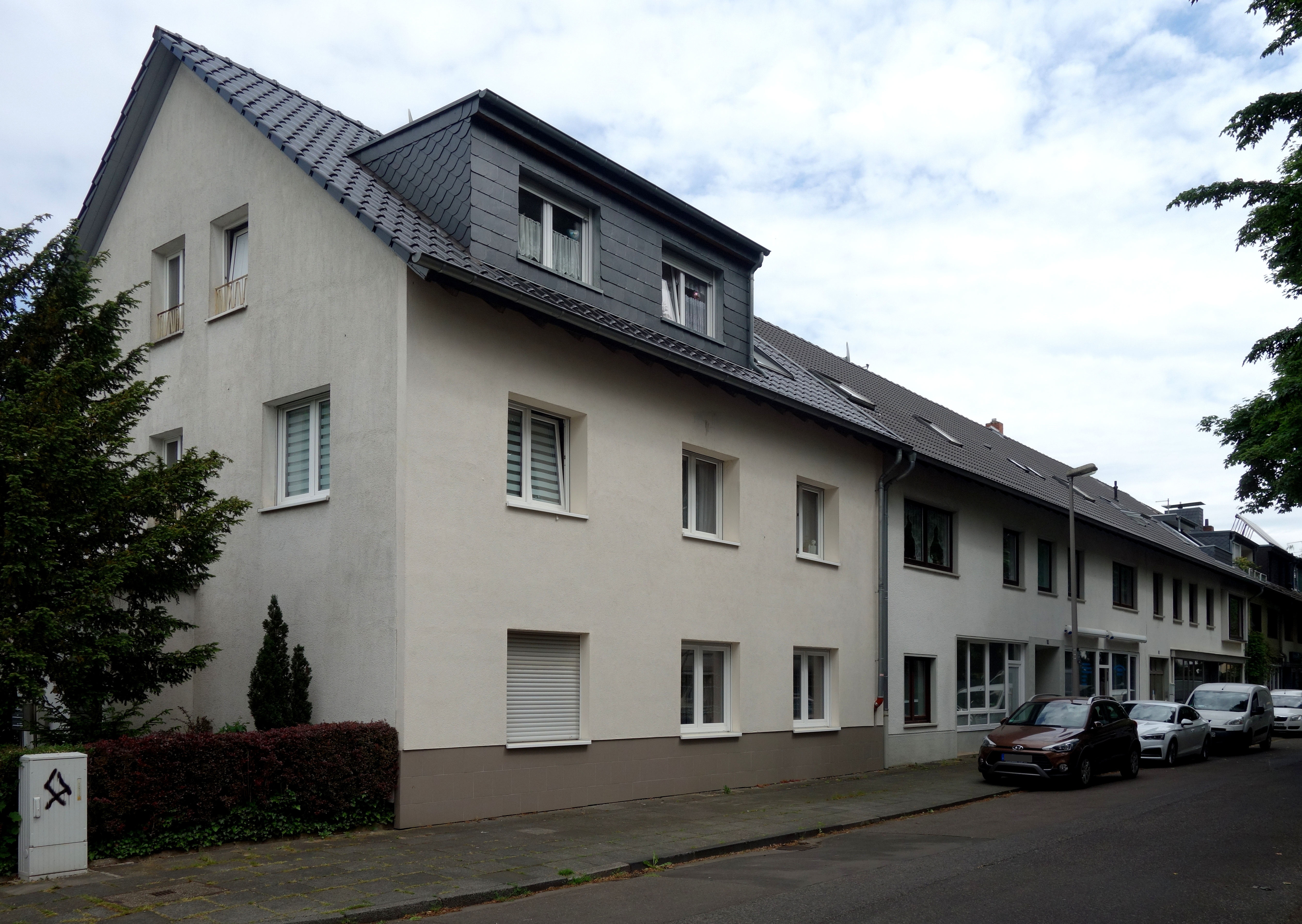
Gartenstadt-Nord: Zweigeschossige Häuserzeile am Altonaer Platz

Das Kölner Stadtviertel Gartenstadt-Nord ist eine großflächige Wohnanlage im Süden des linksrheinischen Kölner Stadtteils Longerich.

## Namensschreibweisen
Als Schreibweise wird sowohl Gartenstadt-Nord als auch Gartenstadt Nord (mit und ohne Bindestrich) verwendet. Auch kann jeweils der bestimmte Artikel „die“ vorangestellt werden.

## Straßen und Plätze
Das Quartier umfasst seit der ersten Bebauungszeit (s. u.) den Altonaer Platz sowie die Altonaer Straße, Baumberger Straße, Benrather Straße, Berghauser Straße, Bielefelder Straße, Brunsbütteler Straße, Cuxhavener Straße, Else-Falk-Straße, Graseggerstraße, Heinrich-Hoerle-Straße, Herforder Straße, Lachemer Weg, Marta-Hegemann-Straße, Monheimer Straße, Neusser Straße (Nippes), Norddeicher Straße, Oldenburger Straße, Osnabrücker Straße, Rambouxstraße, Rheindorfer Straße. Rüdellstraße, Scheinerstraße, Urdenbacher Straße, Wandsbeker Straße und Wilhelm-Sollmann-Straße.
In der Bauphase Ende der 50er Jahre (s. u.), wurde der (süd-)westliche Teil der Siedlung errichtet und umfasst außer den bereits zuvor bestehenden und bebauten Straßen Longericher Straße, An der Ling, Hansenstr. (vorher Ginsterpfad), Freie Erde die neu errichteten Straßenzüge Christoph-Probst-Str., Georg-Fuchs-Str., Geschwister-Scholl-Str., Gloedenstr., Hedwig-Pohlschröder-Str., Julius-Leber-Str., Klausenerstr., Lindemannstr., Lohmüllerstr., Minna-Bachem-Str., Pater-Delp-Str., Paul-Humburg-Str., Schlackstr., Stauffenbergstr. und Wilhelm-Leuschner-Str., später noch erweitert durch die Ossietzkystr. als Zugang zur neu errichteten damaligen Katholischen Volksschule. Der größte Teil dieser Straßen wurde nach Widerstandskämpfern der NS-Zeit benannt.

## Entstehungsgeschichte

### Erste Wohnsiedlung (1936)
Die erste Wohnsiedlung Gartenstadt-Nord wurde 1936 erbaut. Sie erlitt im Zweiten Weltkrieg nur relativ leichte Schäden und ist bis heute bewohnt. Zu den Einfamilienhäusern wurden damals große Gärten angelegt, die der Selbstversorgung der Bewohner durch Gemüseanbau dienen sollten.

### Katholikentagssiedlung (1959)
Eine Erweiterung der Wohnanlage Gartenstadt-Nord entstand ab 1957 am südwestlichen Rand von Köln-Longerich, auch bezeichnet als „neue Gartenstadt-Nord“. Der erste Spatenstich wurde am 16. Juli 1956 vom Kölner Regierungspräsidenten Wilhelm Warsch im Beisein von Bürgermeister Franz Lemmens anlässlich des im gleichen Jahr in Köln stattfindenden Katholikentags ausgeführt. Seitdem wird die Anlage in der Regel Katholikentagssiedlung genannt. Hauptziel des Vorhabens war die Schaffung von preiswertem Wohnraum für Familien mit Kindern. Mit Förderungen seitens der katholischen Kirche wurde vor allem kinderreichen katholischen Familien der Einzug ermöglicht. Die Einweihung erfolgte am 12. September 1959 durch den Kölner Erzbischof Josef Kardinal Frings, zwei Jahre später wurde die neue katholische Kirche der Siedlung, St. Bernhard, eingeweiht.
Die Auftraggeber zur Durchführung des neuen Bauvorhabens waren die GAG Köln, die Aachener Gemeinnützige und die Deutsche Wohnungsgesellschaft, Köln (DeWoG). Entworfen wurde die Anlage von mehreren Architekten, unter ihnen Herbert Neubert, der von 1947 bis 1968 technischer Direktor der GAG war und den Kölner Wohnungsbau nach dem Zweiten Weltkrieg maßgeblich prägte sowie Wolfgang Schmidtlein für die DeWoG.

## Beschreibung

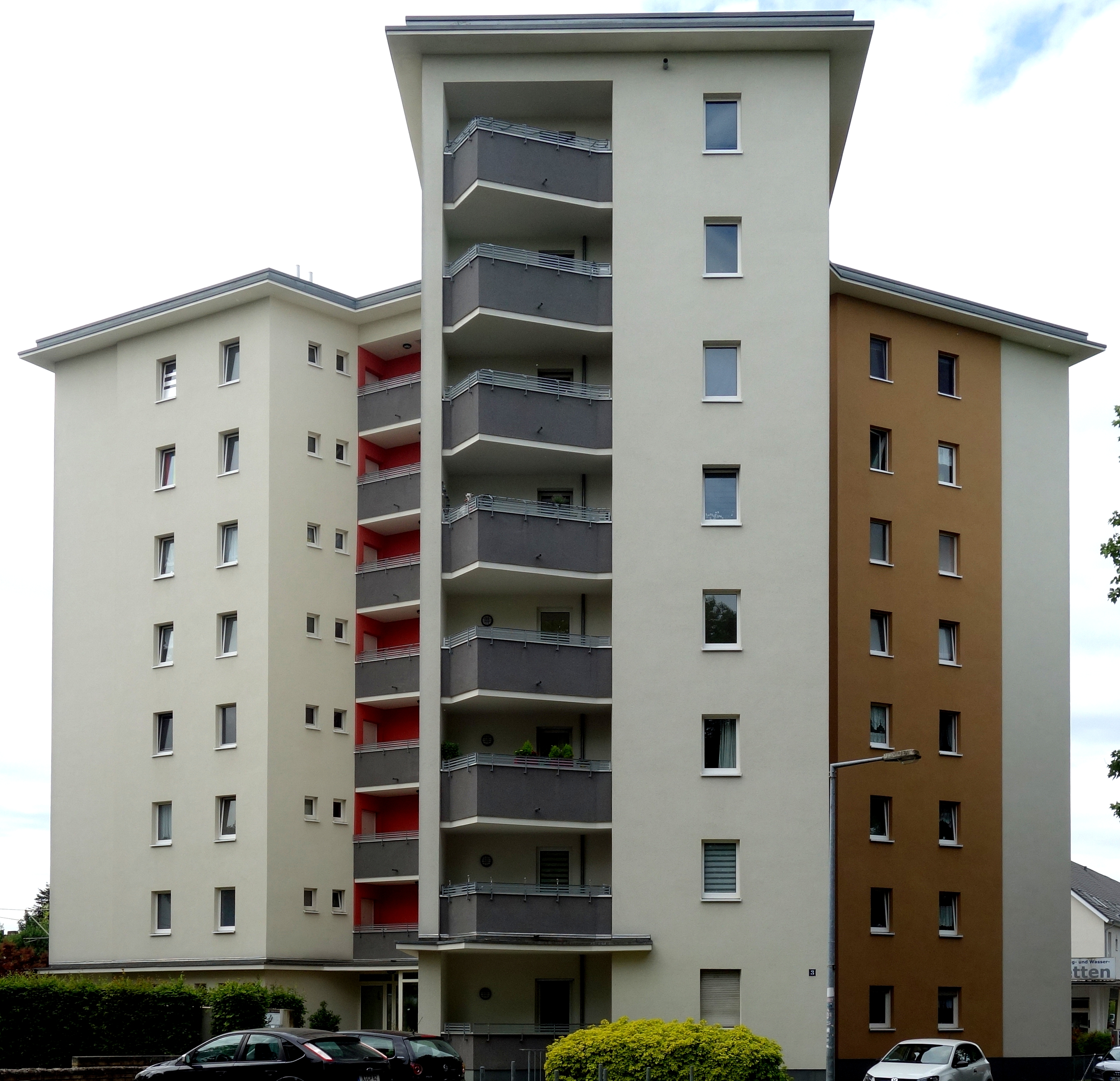
Punkthaus mit Y-Grundriss

Erweiterungsbauten der alten Siedlung wurden in der Hauptsache für Mitarbeiter der nahe gelegenen Esso-Raffinerie Köln, die am 16. Dezember 1958 ihren Betrieb aufnahm, und für Arbeiter der Ford-Werke gebaut. Für die Esso-Beschäftigten entstanden größtenteils Ein- und Zweifamilienhäuser mit jeweils circa 103 m² Wohnfläche. Die GAG baute Punkthäuser als Wohnheime für Ford-Mitarbeiter.
Am Altonaer Platz, der von zweigeschossigen Häusern mit Läden und Gastronomie umgeben ist, entstanden dabei eine zusammengehörige Baugruppe von Punkthäusern mit Y-Grundriss sowie dreigeschossige Sechsfamilienhäuser. Das gesamte Bauensemble stellt eine Mischung verschiedener Haustypen dar und entspricht damit der typischen Bauweise der 1950er Jahre.
Inzwischen sind die Einfamilienhäuser in das Eigentum der Bewohner übergegangen, während die Punkthäuser zum Immobilienbestand der GAG gehören.
Die fünf verschiedenen Häusertypen der Katholikentagssiedlung wurden in der Regel als Einfamilienhäuser mit Einliegerwohnung und je nach Bautyp 93–105 m² Grundfläche ausgelegt.